# Peter Andersson (musiker)
Peter Andersson, född 20 mars 1973 i Boxholm, är en svensk ljudskapare. Han arbetar med både elektroniska och akustiska instrument samt fältinspelningar och har blivit internationellt känd för Raison d'Être, ett dark ambient-projekt. Han hade skivkontrakt med det numera avvecklade skivbolaget Cold Meat Industry och gör då och då spelningar, mestadels utomlands.